# Polysphincta longa
Polysphincta longa är en stekelart som beskrevs av Dmitriy R. Kasparyan 1976. Polysphincta longa ingår i släktet Polysphincta och familjen brokparasitsteklar. Inga underarter finns listade i Catalogue of Life.